# Коњак
Коњак (: []; француски: : []) је врста брендија названа по општини Коњак у Француској. Производи се у околним департманима Шаранта и Шаранта-Моритим, у званично одређеном виноградарском региону. Овај регион подељен је на шест дистриката у којима се производе различити коњаци.
Производња коњака потпада под француску ознаку appellation d'origine contrôlée (AOC), са прописаним методама производње и означавања које морају испунити одређене правне услове. Међу прописаним сортама грожђа, уњи блан, локално познат као Сен-Емилион, најзаступљенији је. Бренди мора бити два пута дестилован у бакарним котловима и одлежан најмање две године у француским храстовим бурадима из шума Лимузен или Тронсе (департмани Алије или Невер), при чему већина долази из прве две. Коњак сазрева на сличан начин као виски и вина у бурету, а већина коњака проводи знатно дуже „на дрвету” од минималног законског захтева.
Коњак се често пије из чаша као што је снифтер, која има велику сужену куглу и кратко стабло. Такве чаше омогућавају уживање у ароми пића држањем длана испод кугле и благим загревањем, што подстиче испаравање мирисних компонената.

## Производни процес
Коњак је врста брендија и након дестилације и током сазревања назива се и о-ди-ви (eau-de-vie). Производи се двоструком дестилацијом вина направљеног од грожђа узгојеног у било којој од прописаних подручја гајења.

### Грожђе
Бело вино које се користи за производњу коњака веома је суво, кисело и танко. Иако се понекад оцењује као „практично непитко”, одлично је за дестилацију и сазревање. Може се правити само од строго дефинисаног списка сорти грожђа. Да би се сматрао правим кру коњаком, бело вино мора бити направљено од најмање 90% уњи блана (познатог у Италији као Требијано), фоле бланша и коломбарда, док до 10% грожђа могу чинити фолинјан, журансoн блан, мезлије Сен-Франсоа (такође звани блан рамe), селект, Монтиљ или семијон. Коњаци који не носе назив круа имају либералнија правила у погледу сорти: потребно је најмање 90% коломбарда, фоле бланша, журансoна блана, мезлије Сен-Франсоа, монтиља, семијона или уњи блана и до 10% фолинјана или селекта.

### Ферментација и дестилација
Након пресања грожђа, сок се оставља да ферментише 2–3 недеље, при чему природни дивљи квасци региона претварају шећере из воћа у етанол; ни шећер ни сумпор се не смеју додавати. У том тренутку добијено вино има око 7–8% алкохола.
Дестилација се одвија у традиционално обликованим шарантским бакарним алембик казанима, чији су дизајн и димензије такође правно контролисани. Морају се обавити две дестилације; резултат је о-ди-ви безбојан дестилат јачине око 70% алкохола.

### Сазревање
Када је дестилација завршена, дестилат мора да сазрева у бурадима од храста Лимузен најмање две године пре него што се може продавати. Обично се у буре сипа на јачини око 70% ABV. Како коњак интерагује са храстовим буретом и ваздухом, испарава око 3% годишње, постепено губећи и алкохол и воду (алкохол брже, јер је летљивији). Ова појава локално се назива la part des anges, односно „анђелски део”. Када у бурету протекне више од педесет година, садржај алкохола опада на око 40% запремински. Затим се коњак пребацује у велике стаклене боце назване бонбон и чува за будуће „купаже”. Пошто храстова бурад после четири до пет деценија престају значајно да доприносе укусу, дуже старење не мора бити корисно.

### Купажирање
Старост коњака рачуна се као старост најмлађе компоненте у купажи. Купажа је обично из различитих старости и (код већих и комерцијалних произвођача) из различитих локалних подручја. Ово купажирање, или брачно сједињење, различитих о-ди-вија важно је да би се добила комплексност укуса која недостаје дестилату из једне дестилерије или једног винограда. Свака кућа има главног дегустатора (maître de chai), који је одговоран за купажирање тако да коњак одређене компаније има конзистентан стил и квалитет. У том погледу, процес је сличан купажирању вискија или невинтажног шампањца да би се постигла доследност бренда. Веома мали број произвођача, као што су Гијон Пенчтиро и Мојe, не купажирају коначни производ из различитих старости о-ди-вија, већ нуде „чистији” укус.
Стотине винограда у AOC региону Коњак продају сопствени коњак. И они се купажирају из о-ди-вија различитих берби, али су из једног винограда, па се благо разликују из године у годину и у складу са укусом произвођача, због чега им недостаје предвидљивост познатијих комерцијалних производа. У зависности од тржишног успеха, мали произвођачи продају већи или мањи део производње појединачним купцима, винским трговцима, баровима и ресторанима, док преостало откупљују веће куће ради купажирања.

## Означавање старости
Према Бироу Национал Интерпрофесионел дю Коњак (BNIC), званичне категорије квалитета коњака су:
- V.S. (Very Special) или ✯✯✯ (три звездице) означава купажу у којој је најмлађи бренди одлежавао најмање две године у бурету.[13]
- V.S.O.P. (Very Superior Old Pale) или Réserve означава купажу у којој је најмлађи бренди одлежавао најмање четири године у бурету.[13][14]
- Наполеон означава купажу у којој је најмлађи бренди одлежавао најмање шест година.[13] Не треба мешати са „коњаком Наполеона”, надимком за Курвуазије.
- X.O. (Extra Old) Минимална старост најмлађег брендија у XO купажи повећана је на 10 година у априлу 2018; правило је првобитно било планирано за 2016, али је одложено због недовољних залиха.[15] Ознака Наполеон, раније неслужбена, користи се да означи купаже са минимум шест година старости које не испуњавају нову XO дефиницију.[16]
- X.X.O. (Extra Extra Old) је посебна индикација за винске дестилате који су одлежали најмање 14 година.[17]
- Hors d'âge (изван старосне скале) је ознака за коју BNIC наводи да је еквивалентна XO, али је у пракси произвођачи користе за означавање производа високог квалитета изнад званичне старосне скале.

Већина назива категорија је на енглеском језику јер је историјска трговина коњаком, нарочито у 18. веку, у великој мери укључивала Британце.

## Производни региони
Коњак се такође класификује по круовима, прецизно дефинисаним географским ознакама где се гаји грожђе. Њихова специфична земљишта и микроклима производе о-ди-вије са карактеристикама типичним за одређену локацију.
- Гран Шампањ (13.766 ha (34.020 acres)) Земљишта у Гран Шампању и Пети Шампању карактеришу плитки глиновито-кречњачки слојеви, преко кречњака и креде.[19]
- Пети Шампањ (16.171 ha (39.960 acres)) О-ди-вији Пети Шампања имају сличне карактеристике као они из Гран Шампања. Коњаци направљени од мешавине гран и пети шампањ о-ди-вија (са најмање 50% из Гран Шампања) могу се означити као „Фин Шампањ”.[19]
- Бордери (4.160 ha (10.300 acres)) Најмањи кру. Земљиште ове деноминације садржи глину и кремене који потичу од распадања кречњака.[19]
- Фен Буа (34.265 ha (84.670 acres)) Тежи и брже сазревајући о-ди-вији идеални за основу неких купажних коњака. Земљишта су претежно црвена глиновито-кречњачка и веома шљунковита, или тешка глиновита.[19]
- Бон Буа и Боа Ординер (заједно 19.979 ha (49.370 acres)). Удаљеније од четири централне зоне су ова два региона. Са слабијим земљиштима и под значајним утицајем поморске климе, површина износи око 20.000 хектара.
- Боа à тероар Земљишта у „Ле Боа” (Бон Буа, Боа Ординер и Боа à тероар) су песковита, дуж обала и у појединим долинама.[19]

Регионалне ознаке „Шампањ” у коњаку не треба мешати са североисточним регионом Шампања, винским регионом који производи пенушаво вино истог имена, иако деле заједничку етимологију.

## Компаније и брендови
Постоји близу 200 произвођача коњака. Према једној процени из 2008. године, велики проценат коњака — више од 90% за америчко тржиште — долази само од четири произвођача: Курвуазије (у власништву Кампари група), Хенеси (ЛВМХ), Мартел (Перно Рикар), и Реми Мартен (Реми Коантро). Други брендови који испуњавају AOC критеријуме за коњак укључују Баш-Габријелсен/Дупуј, Браастад, Камус, Ла Фонтен де ла Пујад (La Fontaine de La Pouyade), Шато Фонтпино (Château Fontpinot), Деламен, Пјер Феран (Pierre Ferrand), Фрапен, Готије, Хин, Марсел Рањауд (Marcel Ragnaud), Моне, Моје, Отар, Меуков и Кроазе.
Године 2017. постигнут је споразум између Европске уније и Јерменије, по коме ће јерменски произвођачи напустити употребу заштићеног географског назива „коњак” од 2043. године. Употреба назива „коњак” биће забрањена и на домаћем јерменском тржишту од 2032. године.

## Коктели на бази коњака
Коктели означени „IBA” су званични коктели IBA које признаје Међународно удружење бармена.
- Бренди Александер: једнаки делови коњака, крема де какао и павлаке (под именом Александер).
- Између чаршава: коњак, бели рум, трипл сек и свеж сок лимуна.
- Френч конекшн: једнаки делови коњака и ликера амарето.
- Сазерак: коњак, апсент, Пешо горка и коцкица шећера.
- Сајдкар: традиционално се прави од коњака, наранџиног ликера и сока од лимуна.
- Стингер: коњак са белим крем де мент ликером.

## Ликери на бази коњака
- Бошан: ликер од коњака инфузиран аромама поморанџе и меда
- Шамбор: ликер од коњака инфузиран црним и црвеним малинама и мадагаскарском ванилом
- Домен де Кантон: ликер од ђумбира на бази коњака
- Гран Гала: ликер од италијанског VSOP брендија инфузиран богатом, живахном наранџином есенцијом
- Гран Марније: ликер од коњака и дестиловане есенције горке поморанџе
- Пино де Шарант: слатки аперитив, састављен од коњачког о-ди-вија и шира, прави се у региону Шаранта

## У храни
Осим као пиће, коњак се користи и као арома у храни. Посуде са тестом често га упарују са укусима као што су јабука, суво грожђе, џенарака (пруна), ванила и чоколада.

## Улога Бироа Национал Интерпрофесионел дю Коњак (BNIC)
„Bureau National Interprofessionnel du Cognac (BNIC) је француска организација која надгледа производњу, промоцију и заштиту коњака. Главне одговорности BNIC укључују утврђивање и спровођење стандарда за производњу коњака, обезбеђивање аутентичности и квалитета производа и промоцију бренда на глобалном нивоу.”